# 京都青年中央会
京都青年中央会（きょうとせいねんちゅうおうかい）とは、京都府内の協同組合や経営者団体の青年部が加盟する組織で、異業種交流や他団体との情報交換を行い、青年経営者の資質の向上や中小企業の活性化を図る団体。本部は京都市右京区。

## 組織概要

### 設立年
- 1982年（昭和57年） - 京都府中小企業団体中央会の青年部として設立

### 会員資格
- 京都府内の事業協同組合等の青年部団体および青年経済団体

### 会員数
- 約40青年団体　構成員人数　約2,000社

## 活動内容

### 代表者会の開催
各青年団体の代表者が集まり、京都青年中央会の運営方針や活動内容など様々な議論を通して、交流および連携を図る。

### 青年部講習会の開催
構成員の資質の向上と知識の吸収を目的とする講習会である。各界著名人や経済人による様々な講演会や体験実習を行っている。

### レクリエーション事業
ボウリング大会やソフトボール大会を行い、競技を通して各青年団体員同士の交流および新睦を図る。

### 情報発信事業
CAPかわら版という機関誌やCAPe-かわら版というメールマガジンを発行して、各青年団体の活動内容の紹介などをして、各会員の情報共有を図る。

### 催事の開催
CAPフェスタという催しを隔年10月頃に開催している。CAPフェスタの正式名称は京都青年中央会祭。各青年団体による模擬店や技術実演、ステージでの演技などが行なわれ、一般人に来場してもらい京都青年中央会を広く知っていただき地域に貢献する機会とする。

### 組合青年部運営助成事業
組合青年部が実施する研修会等の事業に対し、京都府中小企業団体中央会の指導の下、青年部に対して助成する。

## 他団体との交流

### 京都青年団体会議への参加
京都府内の他の青年団体が集まり、様々な協議をする京都青年団体会議へ参加している。
他には京都染織青年団体協議会、京都伝統産業青年会、京都商工会議所青年部、京都機械金属中小企業青年連絡会、社団法人京都経済同友会青年政策研究部会、京都青少年ゆめネットワーク、社団法人京都青年会議所、京都中小企業家同友会青年部会、京都府商工会議所青年部連合会、京都府商工会青年部連合会、京都市青年経営者研究会、社団法人日本青年会議所近畿地区京都ブロック協議会、社団法人京都府建築士会青年部会が参加している。

### 京都サンガF.C.の後援会への出向
京都パープルサンガ後援会へ出向して、相互の交流を図っている。

### 人づくり21世紀委員会へ参画
人づくり21世紀委員会の参画している。

### 京都青少年ゆめネットワーク”ゆめっと”に加盟
京都青少年ゆめネットワーク”ゆめっと”に加盟している。